# Boutae
Boutae est le nom latin d'un vicus - agglomération secondaire, un bourg - de la cité (civitas) de Vienne, puis de Genève (pays des Allobroges), inscrit à la tribu Voltinia, qui précéda la ville d'Annecy (Haute-Savoie). D'après Pierre Broise, spécialiste de Boutae, ce nom viendrait de Boutus, personnage celtique, connu dans l'épigraphie latine.

## La conquête romaine
En -121, les Allobroges sont vaincus par le consul Quintus Fabius Maximus « allobrogique ». Puis, malgré une forte résistance et des rébellions contre les lourds impôts romains, les Allobroges sont définitivement battus par les légions romaines en -62, ce qui ouvre leurs terres à la colonisation romaine et donne aux Romains le contrôle du passage stratégique au nord des Alpes. Avec l'arrivée des Romains, la région se romanise entièrement.
Dans la première moitié du Ier siècle av. J.-C. selon Charles Marteaux, dans la seconde selon A. Deroc, un village allobroge (cabanes) apparaît dans la plaine des Fins au nord du lac. "Selon une hypothèse non confirmée par l'archéologie", ce village aurait succédé à un oppidum juché sur le roc du Semnoz.

## Le développement de la ville sous le Haut-Empire

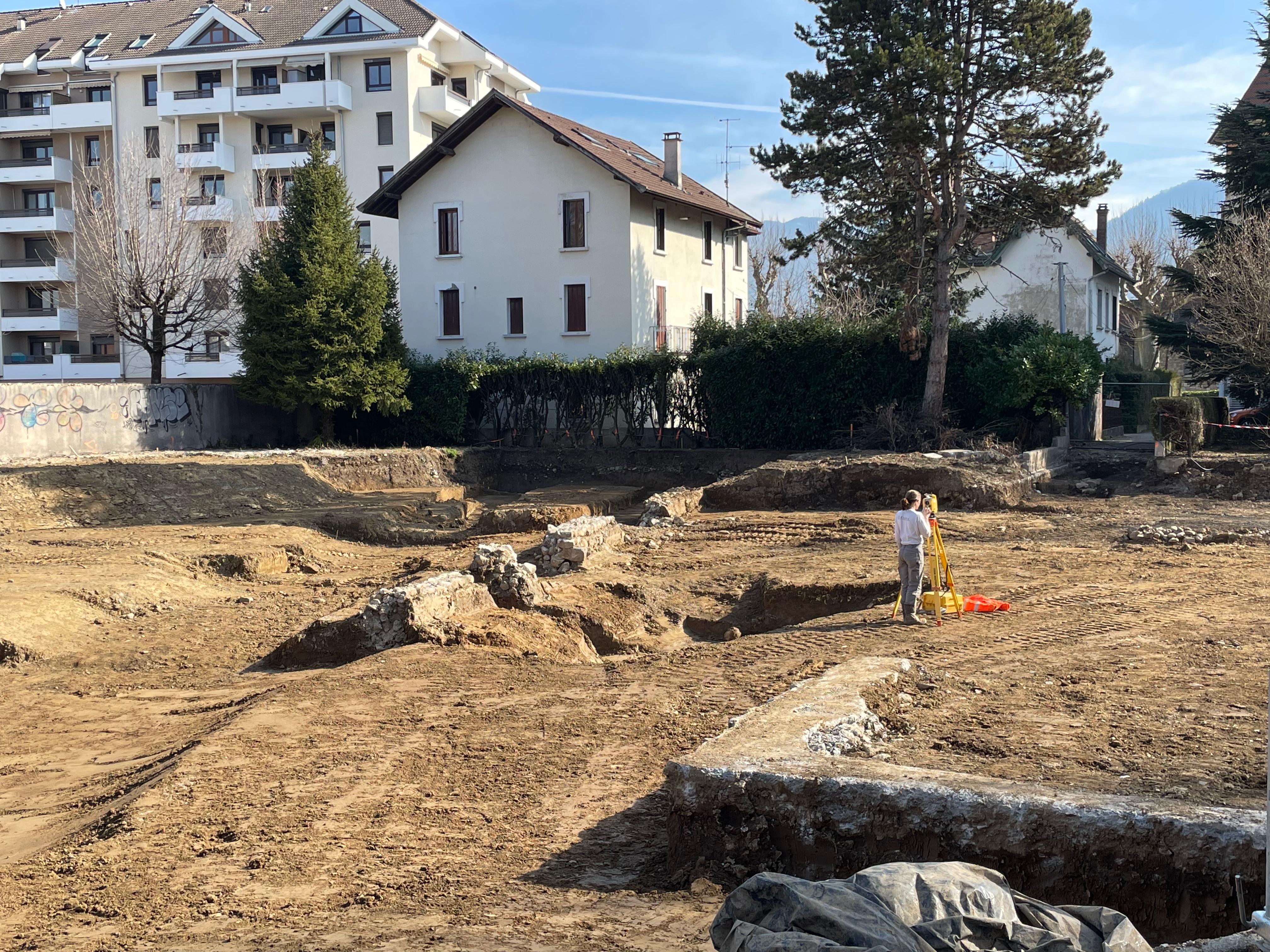
Fouilles d'un quartier antique (daté entre le Ier et le Ve siècle).

C'est sous le principat d'Auguste, soit à partir de 27 av. J.-C., que l'on a la certitude d'un établissement romain à cet endroit : le vicus de Boutae, qui se développa entre les actuelles avenues de Genève et des Iles, et l'actuel chemin du Bel-Air, surtout après l'ouverture de la voie transalpine.
Sur cette grande voie impériale, attestée par l'Itinéraire d'Antonin, qui menait du col du Petit Saint-Bernard (reliant l'Italie à la Gaule) à Genva ou Genava (Genève) par Ad publicanos (Conflans), Boutae se situait à l'emplacement d'un gîte d'étape (mansio) de la poste impériale, donc sur un axe stratégique. Le bourg était également relié, par une voie secondaire, à Aquae (Aix-les-Bains).
Le vicus, qui couvrait plus de vingt-cinq hectares et comptait environ deux mille habitants (vicani) sous le Haut-Empire, disposait, entre autres, d'un grand et d'un petit forum (place publique), d'une basilique (édifice civil, surtout tribunal et lieu de réunions) avec une curie (siège du conseil et des magistrats vicinaux), de temples, de thermes, d'un théâtre et de divers entrepôts de marchandises, mais pas d'un aqueduc, car les puits étaient nombreux. Un peu plus loin, des installations portuaires le long du Thiou, non encore canalisé, étaient animées par des bateliers et également par des rouliers au bas de la voie de la Puya en direction de Casuaria (Faverges).
Jusqu'au milieu du IIIe siècle apr. J.-C., Boutae était une petite ville prospère ; ses activités économiques étaient très diverses, l'artisanat varié et florissant, les boutiques (tabernae) nombreuses ; le bourg commerçait avec la Gaule, mais aussi avec l'Italie (céramique de Toscane) et l'Espagne (amphores d'Andalousie), et même la Maurétanie (lampes).

## Déclin de la ville au Bas-Empire
Au IIIe siècle, la Gaule romaine dut faire face à des invasions de peuples barbares. En 259, le vicus subit une importante attaque, fut rasé et sa population massacrée. Les survivants se réfugièrent dans les grottes du mont Veyrier. Restauré, Boutae connut un nouvel essor au siècle suivant, mais, lors des invasions barbares du début du Ve siècle, le vicus fut définitivement détruit. Les Burgondes occupèrent la région qui fut annexée par les Francs au VIe siècle.
L'insécurité grandissante contraignit les habitants à abandonner la plaine pour les collines voisines, comme l'atteste le domaine agricole d' « Anesciacum » (colline d'Annecy-le-Vieux) cité dans le diplôme de Lothaire II, en 867.